# Ribolov na jezeru

## Športski ribolov na jezeru
U pravilu na jezerima je zabranjen komercijalni ribolov ali je dozvoljen športski ribolov ako nije određena zabrana. 
Na jezerima lovimo štapom za ribolov, rijetko, tamo gdje je dozvoljeno, ronjenjem na dah i podvodnom puškom za športski ribolov.

Love se slatkovodne ribe:
- Amur
- Babuška
- Drlja
- Klen
- Kalifornijska pastrva
- Jezerska pastrva
- Potočna pastrva
- Podbila
- Som
- Šaran

## Ribolov živim mamcima na jezeru
Koji mamci se koriste:
- Keder (mala živa ribica)
- Crvi
- Gliste

## Ribolov umjetnom mušicom na jezeru
Na jezeru isto možemo loviti umjetnim mušicama. Koristimo suhe mušice, mokre mušice i nimfe. Vrstu mušice za ribolov biramo ovisno o vremenu, godišnjem dobu, dobu dana te kukcima koji se u to vrijeme roje na vodom ili žive u vodi. Najpouzaniji način je da se uhvati par vrsta kukaca i po ponašanju ribe (znakovima na ili u vodi) ocjenimo koju vrstu kukaca riba jede u to vrijeme. Nakon toga izvajamo potencijalne kukce iz asortimana ulovljenih i biramo mušice prema njima. Važno je izabrati boju, veličinu i oblik kukca kojeg imitiramo.
Ovisno o vrsti mušice koju koristimo razlikujemo i način ribolova. Zbog velike udaljenosti i velike površine jezera obično se koristi ribolov štapom za športski ribolov na mušice i vodenom kuglom koja se koriti kao plovak i kao otežanje da možemo izvesti dovoljno dalek zabačaj.